# Georges Nasser
Georges Nasser (Tripoli, 1927. június 15. – 2019. január 23.) libanoni filmrendező.

## Életútja
Az 1950-es évek közepén diplomázott a Kaliforniai Egyetemen filmrendezőként, majd visszatért Libanonba. Az 1957-es Ila Ayn és az 1962-es Al gharib al saghir című filmjét jelölték Arany Pálma díjra a cannes-i nemzetközi fesztiválon.

## Filmjei
- Ila Ayn (1957, forgatókönyvíró és vágó is)
- Al gharib al saghir (1962)
- Al Matloub Rajol Wahed (1975)

## Jelölések
- Arany Pálma
  - 1957: Ila Ayn
  - 1962: Al gharib al saghir